# Ginkgoträdet vid Südagatan

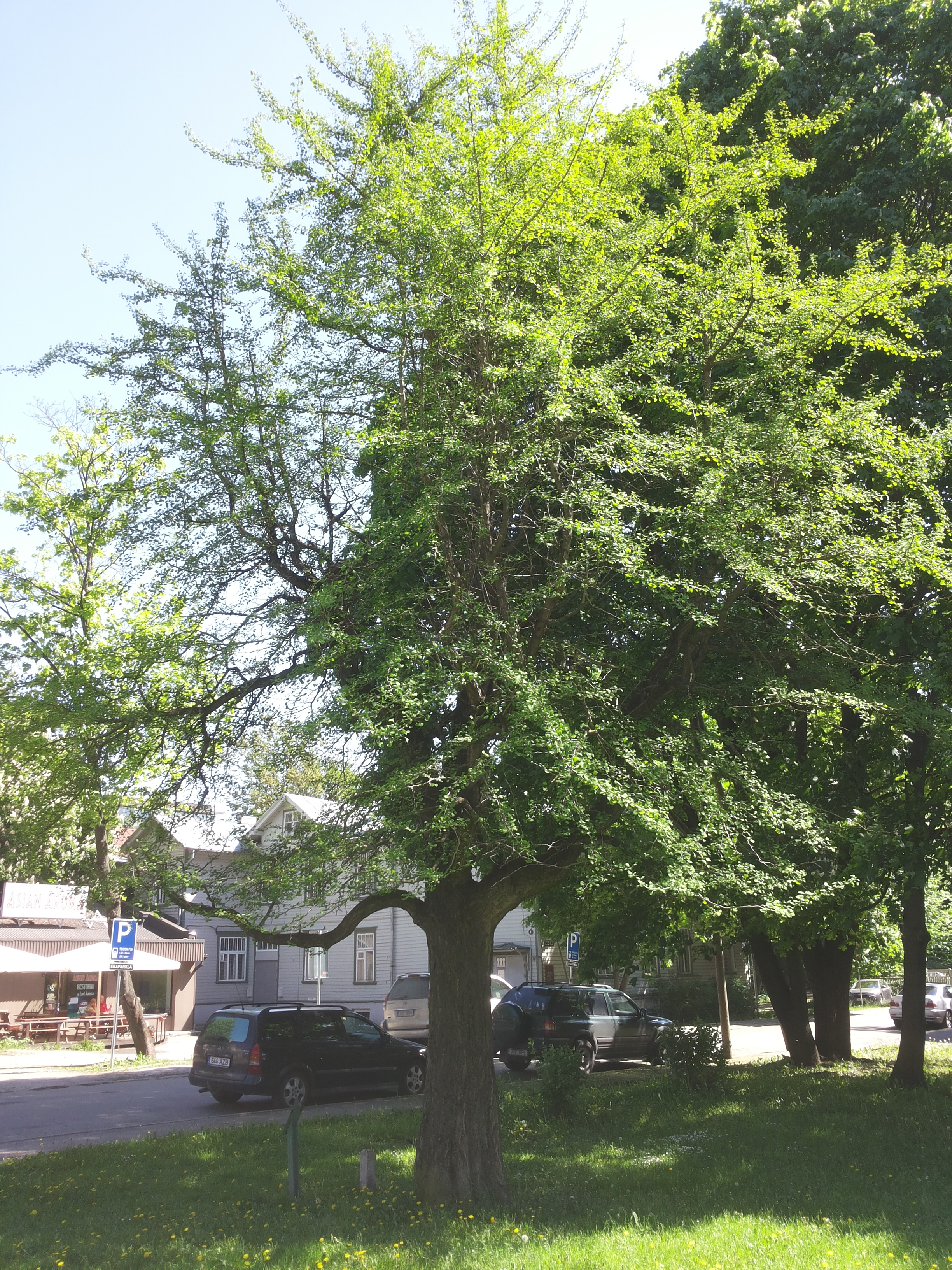
Ginkgoträdet vid Pärnuvägen/Südagatan

Ginkgoträdet vid Südagatan i Tallinn i Estland är ett kulturminnesmärkt ginkgoträd. Det står i kvarteret Süda i distriktet Kesklinn, nära hörnet Pärnuvägen/Südagatan.
Trädet är mellan 130 och 140 år gammalt. I december 2018 var det 13 meter högt och hade en stam med en omkrets i brösthöjd på 60 centimeter.
Det planterades under 1880-talet in i en privatträdgård som tillhörde Revals dåvarande parkchef Wilhelm Kühnert (1819–1891). Det var antingen Wilhelm Kühnert själv eller hans son Heinrich Kühnert (1848–1904), som planterade trädet. Trädgården var en av de största i dåvarande Tallinn och kallades "Edens lustgård".
Ginkgoträden i Tallinn har vuxit upp ovanligt långt norrut i Europa. I början av 1900-talet fanns bara tre ginkgoträd i Estland, varav ett i en offentlig park, i Virumägi intill nuvarande Tammsaareparken. Trädet skyddades genom beslut i april 1966.